# Groupement des autorités responsables de transport
 (août 2020).
Le Groupement des autorités responsables de transport (GART) est une association française agissant dans le domaine des transports publics.
En 1980, alors que l'automobile constitue pratiquement le seul horizon en matière de déplacements, des élus et des techniciens convaincus de la nécessité de changer en profondeur les politiques publiques de transport décident de créer cette association.[réf. souhaitée]
Le GART compte parmi ses adhérents plus de 200 autorité organisatrice de la mobilité.

## Missions
L'association entend soutenir les autorités organisatrices de la mobilité et défendre leurs intérêts à tous les niveaux où se déterminent les politiques publiques. Elle se donne trois missions : expertise (avec un centre de ressources), échange d'expérience et influence (assurant le rôle de porte-parole des autorités organisatrices auprès du gouvernement français, des services de l'État, des instances européennes et des médias).[réf. souhaitée]

## Dirigeants
Depuis l'année 2014, l'association est présidée par Louis Nègre, président délégué de la métropole Nice Côte d'Azur et maire de Cagnes-sur-Mer.
Le poste de premier vice-président est occupé par Bruno Bernard, président de la métropole de Lyon.
| Période                                  | Période | Identité           | Étiquette | Qualité                                                   |
| ---------------------------------------- | ------- | ------------------ | --------- | --------------------------------------------------------- |
| 2014                                     |         | Louis Nègre        | UMP       | Sénateur-maire de Cagnes-sur-Mer                          |
| 2008                                     | 2014    | Roland Ries        | PS        | Sénateur-maire de Strasbourg                              |
| 2001                                     | 2008    | Michel Destot      | PS        | Député-maire de Grenoble                                  |
| 1989                                     | 2001    | Jacques Auxiette   | PS        | Maire de La Roche-sur-Yon                                 |
| 1983                                     | 1989    | Jean-Michel Gadrat |           | Adjoint au Maire d'Angoulême                              |
| 1981                                     | 1983    | Jean Lagarde       |           | Maire de Lorient et Président du Sivom du Pays de Lorient |
| Les données manquantes sont à compléter. |         |                    |           |                                                           |